# Koko Ateba
Pour les articles homonymes, voir Ateba.
Flavienne Koko Ateba est une chanteuse et guitariste camerounaise, née le 9 décembre 1959 à Douala ou à Zoétélé et morte le 13 décembre 2024 à Suresnes (France),.

## Biographie

### Débuts et famille
Koko Ateba est née à Zoétélé au Cameroun. À ses débuts dans la musique, Koko Ateba est inspirée par Henri Njoh et Elvis Kemayo. Elle est accompagnée dans sa professionnalisation par l'ingénieur du son Ambroise Voundi et le musicien Sade Gide. Elle est une artiste plurilingue, maîtrisant l'art de la guitare acoustique. Elle chante entre autres en français, anglais, ewondo, pidgin,
Elle est la fille unique de sa mère[réf. nécessaire]. Brice Ateba, son frère cadet, est aussi musicien. Elle a un fils unique, Ateba Ateba James Williams[réf. nécessaire].

### Carrière

#### Des débuts prometteurs
Talk Talk est le premier album de Koko Ateba paru en 1986. Il contient des titres-phares de sa carrière musicale à l'instar de Je suis bien ici, Taxi et Nelson Mandela. Elle y mêle bikutsi, folk et jazz. Cet album est considéré comme l'un des plus abouti de la période 1980-1990 et lui promet une carrière internationale.

#### Du chocAtemengueàFrou-frou
Seulement en 1988, invitée au palais présidentiel, Koko Ateba va prester le titre Atemengue traitant de l'infertilité féminine. Accusée à tort d'avoir voulu se moquer de la Première dame, Jeanne-Irène Biya, elle connaîtra la prison et l'exil forcé. Elle confirme avoir reçu des excuses officieuses du président de la république du Cameroun après ses deux mois de détention mais est particulièrement éprouvée par cette triste expérience. C'est en France que sa carrière prend un nouveau tournant avec sa reprise d'une vieille chanson française que lui propose le producteur Jean Pierre Castellin. Cette chanson éponyme devient le générique de l'émission Frou-frou présentée par Christine Bravo,.

#### Retour au bercail
En 2010, lors des Cinquantenaires de l'indépendance et de la Réunification du Cameroun, Koko Ateba est invitée à faire rayonner son talent de nouveau devant les plus hautes autorités de son pays. Elle refera plusieurs concerts privés ou non en fonction des sollicitations. Elle est toujours accompagnée de sa fidèle guitare grâce au modèle d'Anne-Marie Nzié qui excellait également dans le maniement de cet instrument.

### Mort
Koko Ateba meurt le 13 décembre 2024 à l’hôpital Foch à Paris en France des suites d'un cancer des poumons. 

## Discographie

### Albums
- 1986 : Koko Ateba (LP, MS 5003)
- 1993 : Koko Ateba (CD, BMG, AB 0202 2 BM 650)

### Singles
- 1982 : Si t'es mal dans ta peau (West African Music WAM)
- 1993 : Frou-Frou (CD, Ardissong, AB 0186 2)
- 1993 : Si Jeu (CD, Pense À Moi, AB 0268 2)
- 1993 : Taxi (CD, Pense À Moi, AB 0322 2)
- 1994 : Laisse-moi en toi (Koko Ateba et Chris Marlow) (AB Productions, Pense À Moi)